# Alegerile generale din Etiopia din 2021
Alegerile generale ar fi trebuit să aibă loc în Etiopia la 29 august 2020 pentru alegerea oficialilor în Camera Reprezentanței Popoarelor, dar au fost amânate din cauza pandemiei COVID-19. Alegerile consiliilor regionale și municipale erau, de asemenea, planificate să se desfășoare în același timp în întreaga țară. În mai, Camera Reprezentanței a votat amânarea alegerilor până în 2021.